# Passioni e desideri
Passioni e desideri (360) è un film del 2011 diretto da Fernando Meirelles, con protagonisti principali Anthony Hopkins, Jude Law e Rachel Weisz.
Il film è ispirato al testo teatrale Girotondo di Arthur Schnitzler.

## Trama
Le diverse vite di alcune persone, ognuna con le proprie passioni e i propri desideri, si intersecano in una serie di incontri e di relazioni fino a ritornare al luogo in cui tutto è iniziato.
Mirkha, una ragazza slovacca, si reca a Vienna accompagnata dalla più giovane sorella Anna per iniziare la carriera di escort di lusso sotto la protezione di Rocco. Il primo incontro dovrebbe essere con Michael, un top manager inglese che si trova a Vienna per la fiera dell'auto, ma questi, temendo un ricatto, rinuncia all'ultimo momento.
A Parigi un algerino si rivolge ad una analista in quanto è ossessionato dalla passione per una donna che lavora con lui, ma è combattuto nell'intimo ed esita a dichiararle il suo amore perché lei è sposata e, per il suo credo islamico, la loro sarebbe una relazione adulterina.
A Londra Rose, la moglie di Michael che lavora per una rivista di moda, si incontra per l'ultima volta con Rui, un fotografo brasiliano col quale ha avuto una storia. Laura, la fidanzata di Rui, nel frattempo aveva scoperto la tresca e, fatte le valigie, prende un aereo per Rio de Janeiro.
Michael, rientrato a Londra, riprende il suo ruolo di bravo marito e di padre accanto alla moglie Rose e alla figlioletta.
A Denver Tyler, un giovane stupratore seriale al termine di sei anni di pena carceraria, viene inviato da Fran, l'assistente sociale che lo segue, in un centro di riabilitazione con un volo interno.
Sull'aereo per Rio che fa scalo a Denver, Laura fa amicizia con John, un anziano signore diretto a Phoenix per il riconoscimento di un cadavere che potrebbe essere quello della figlia scappata di casa anni prima per andare negli Stati Uniti. Giunti a Denver, i due sono bloccati in aeroporto; infatti, a causa della neve che ha invaso le piste, tutti i voli sono stati rimandati al giorno seguente.
Anche l'aereo di Tyler rimane a terra e, mentre i viaggiatori dei voli intercontinentali vengono alloggiati in hotel dalle compagnie aeree, il giovane si appresta a passare una notte in aeroporto in preda alle sue tentazioni.
Tyler, però, conosce casualmente Laura che, in crisi per la rottura con Rui, ha bevuto parecchio e, in vena di trasgressione, lo invita a passare la notte con lei nella stanza d'albergo. Tyler entra con lei in camera, ma, nonostante le provocazioni della ragazza, riesce a vincere le sue pulsioni sessuali.
La mattina dopo, ciascuno può prendere il volo per la propria destinazione.
John, giunto a Phoenix, si presenta per vedere il cadavere, ma, come sempre avviene da anni, non è quello della figlia. In seguito, in una riunione degli Alcolisti Anonimi, ammette che, pur avendo ormai perso ogni speranza, ha continuato a sottoporsi al rito del riconoscimento a causa dei suoi sensi di colpa e che finalmente ha capito che se la figlia è morta deve rassegnarsi e, se è viva, evidentemente non vuol farsi trovare da lui. E ciò, anche grazie alle confidenze fatte a Laura e alla comprensione e all'affetto filiale che lei gli ha dimostrato.
Nella stessa riunione degli A.A., c'è Valentina che è a Phoenix per trovare la sorella e dice di aver cominciato a bere a causa del marito che la trascura perché asservito ad un losco trafficante russo.
Anche lei vuole dare un taglio al passato decidendo di mettersi con un uomo interessante che è poi il suo datore di lavoro.
Valentina, ritornata a Parigi, informa il marito Sergei di voler divorziare da lui e di avere una relazione con un altro uomo. Sergei, però, non la sta a sentire perché ha fretta di partire, dovendo raggiungere a Vienna il suo capo. Così mentre Valentina si fa bella per andare dal dentista presso il quale lavora come infermiera, Sergei parte per la sua missione.
Nello studio odontoiatrico, il titolare, l'algerino innamorato di lei, si imbarazza e, dopo aver commesso un errore con un paziente, rompe gli indugi e le dà il benservito troncando le aspettative di Valentina e rinunciando egli stesso al suo sogno d'amore.
Sergei, nel frattempo, ha raggiunto all'aeroporto di Vienna il boss proveniente dalla Russia, comportandosi servilmente con lui: oltre a fargli da autista e da guardaspalle, deve anche procurargli la compagnia femminile e deve subirne il cattivo umore. Il boss, sbrigati i suoi affari, incontra nella sua camera d'albergo Mirkha, la escort che arriva da Bratislava sempre accompagnata dalla sorella minore che l'attende fuori seduta in panchina. Anna nota l'andirivieni di Sergei davanti all'albergo e dopo uno scambio di battute, fa amicizia con lui.
Mirkha, intanto, tenta con la complicità di Rocco il colpo grosso per impossessarsi di una valigetta piena di banconote. Benché il boss si sia accorto della tresca e abbia chiesto a Sergei di raggiungerlo, Rocco riesce ad entrare nella stanza perché agevolato da Sergei il quale coglie l'occasione per liberarsi di un legame opprimente. Rocco e il russo si sparano a vicenda, Mirkha scappa con il contante e Sergei è libero di andarsene con l'auto del capo e con Anna che, avendo capito di essere ad un bivio della sua vita, sceglie di fuggire con lui.

## Produzione
Il film è una coproduzione internazionale tra Regno Unito, Austria, Stati Uniti d'America e Francia.

## Distribuzione
Il film è stato proiettato in anteprima mondiale al Toronto International Film Festival il 9 settembre 2011 e 12 ottobre dello stesso anno al London Film Festival. Il film è stato inoltre presentato al Bif&st di Bari il 26 marzo 2012. Il film è stato distribuito nelle sale italiane a partire dal 20 giugno 2013, a cura di BIM Distribuzione.